# Acropora desalwii
Acropora desalwii là một loài san hô trong họ Acroporidae. Loài này được Wallace miêu tả khoa học năm 1994.